# 艾莉塔：戰鬥天使
是一部於2019年上映的美國賽博龐克科幻動作片，根據日本漫畫家木城幸人創作的漫畫《銃夢》之同名OVA所改編。電影由勞勃·羅里葛茲執導，詹姆斯·卡麥隆與莉塔·卡羅格里迪斯共同撰寫劇本；羅莎·薩拉查聲演半機械人艾莉塔（Alita），她在一個新的身體中醒來，對自己的過去一無所知，獲得重生後開始接二連三迎戰來襲的敵人，因此她著手尋找自己的命運。電影的其他演員包括克里斯多夫·華茲、珍妮花·康納莉、馬赫夏拉·阿里、艾德·斯克林、蜜雪兒·羅德里奎茲、傑基·厄爾·哈利和基安·強生。
拍攝計劃於2003年宣布，起初由於卡麥隆忙於《阿凡達》（2009年）及其續集的工作而令製作一再被推遲。經過多年的發展困境，勞勃·羅里葛茲於2016年4月被任命為電影的導演，而羅莎·薩拉查於隨後一個月獲聘為女主角。主體拍攝於2016年10月17日在德克薩斯州奧斯丁開始進行，主要是在麻煩製造者工作室拍攝，持續到2017年2月為止。
《艾莉塔：戰鬥天使》由二十世紀福斯製作和發行，在2019年1月31日於萊斯特廣場奧迪安電影院舉行其全球首演，並於2019年2月14日在美國以3D格式在RealD 戲院、杜比影院及IMAX上映。該片是光影風暴娛樂繼《阿凡達》後的首部製作的電影。這部電影在全球票房收入超過$4.04億美元，是羅里葛茲收入最高的電影，但根據媒體報導，該片仍然虧損了至少5300萬美元。電影獲得影評人好壞參半的評價，當中讚賞薩拉查的表現、動作場面與視覺效果，但對劇本卻提出了批評。
由於電影的出品商二十世紀福斯在電影上映近一個月後被華特迪士尼公司收購，並且之後福斯的發行部被纳入迪士尼的旗下，使該片成為福斯發行的最後一部電影。

## 劇情
故事敘述於26世紀2563年的未來世界，在一場稱為「殞落之戰」的災難性星際戰爭把地球摧毀了300年後，居住在地球上的人們受到空中都市「薩雷姆」的統治。某日，科學家戴森·伊德博士在一個龐大的鋼鐵城廢鐵場裡尋找零件時，發現到一個殘缺但仍活著而完整腦袋的女機械人。伊德博士把那個腦袋裝配到一個新的半機械人的身體上，並以其已故女兒的名字命名為「艾莉塔」。獲得了全新生命的艾莉塔，不論樣貌以及力量都跟已故的艾莉塔一樣，然而她對自己的過去一無所知，與此同時，她跟伊德博士鮮有聯絡的前妻千蓮博士認識，以及夢想著搬到富裕的天空之城「薩雷姆」的雨果。
跟艾莉塔認識後的雨果，把「死亡球」（Motorball）介紹給她，這是由半機械人參加的大逃殺賽車運動。雨果背地裡替死亡球錦標賽的主辦人，以及鋼鐵城管理機構工廠事實上主事者的維多搶奪其他機械人的部分零件。擁有著戰鬥潛能的艾莉塔在尋找自己的過去，自己又是誰？艾莉塔踏上了自己的旅程，還得對抗接二連三襲來的合成人強敵。

## 演員
- 羅莎·薩拉查 飾 艾莉塔（Alita）[註 1][9]，伊德博士在廢料場發現的一個患了失憶症的女機械人。本名陽子，出生在火星殖民地。少女時期陽子的父母死於戰亂，淪為孤兒的她被女戰士紀露達所撫養。紀露達教會了她戰鬥的方法，並將名為“機甲術”的格鬥絕招傳授給她。後與眾多火星戰士一同參與了攻打天空城市「薩雷姆」的隕落之戰。
- 克里斯多夫·華茲 飾 戴森·伊德博士（Dr. Dyson Ido），著名的半機械人科學家，兼職賞金獵人和艾莉塔的父親模樣[10]。
- 珍妮佛·康納莉 飾 千蓮博士（Dr. Chiren），跟伊德博士鮮有聯絡的前妻，替維多工作的半機械人總工程師[11][12]。
- 伊達拉·維克多（英语：Idara Victor） 飾 格哈德護士（Nurse Gerhad），伊德博士的護士助手。
- 馬赫夏拉·阿里 飾 維多（Vector）[13]，具影響力的工廠企業家，他擔任Nova的代理人時還跟犯罪有關聯[14]。
- 艾德·斯克林 飾 沙波（Zapan），一個揮舞著劍的半機械賞金獵人，他對艾莉塔發展出自私的仇殺[15]。
- 傑基·厄爾·哈利 飾 格戮襲卡（Grewishka），一位為諾瓦擔任個人刺客的龐大半機械犯罪分子，負責處理不遵守組織政策，規則和交易的暴民執法官[16]。
- 基安·強生 飾 雨果（Hugo），艾莉塔的男友，以及道德上有衝突的廢品經銷商[17]。
- 拉娜·康多 飾 高野（Koyomi），一個跟雨果和Tanji成為朋友的少年人[18]。
- 小豪爾赫·倫德堡（英语：Jorge Lendeborg Jr.） 飾 曇之（Tanji），雨果的廢料交易商朋友和犯罪的同黨，他比較卑劣的，以及不認同雨果的道德準則[19]。
- 艾莎·岡薩雷 飾 妮斯雅娜（Nyssiana），被通緝的半機械人刺客，及格戮襲卡的下屬[20]。
- 傑夫·法赫 飾 麥克蒂格（McTeague），帶領一群機械狗的獵人戰士。
- 尹成植 飾 克萊夫·李大師（Master Clive Lee），獵人戰士大師。
- 蜜雪兒·羅德里奎茲 飾 葛爾達（Gelda）[21]
- 倫納德·吳（Leonard Wu） 飾 基努巴（Kinuba）[22]
- 馬爾科·扎瑞 飾 阿哈庫提（Ajakutty）[23]
- 卡斯柏·范狄恩 飾 阿默克（Amok）[24]
- 愛德華·諾頓 飾 諾瓦（Nova）[25]

## 製作

### 發展
在1990年代早期，由木城幸人創作的日本數碼龐克漫畫系列《銃夢》，最初是由電影製片人吉勒摩·戴托羅推薦給詹姆士·卡麥隆，而卡麥隆立即迷上了該作品和當中的概念。
「battleangelalita.com」的域名是卡麥隆於2000年6月透過二十世紀福斯註冊的。福斯還註冊了「battleangelmovie.com」這域名。2003年4月，根據《Moviehole》報導，卡麥隆已落實他將執導《銃夢》的改編電影。2003年5月，卡麥隆在日本富士電視台的《情報プレゼンター とくダネ!》訪問中證實，該片的劇本還在撰寫中。
2005年1月，由於受到《艾莉塔：戰鬥天使》的影響，《深海異形》將是他的下一部作品。它原定於電視連續劇《末世黑天使》後的下一部作品。電影後來定於2005年1月《深海異形》之後上映。
2005年6月，《好萊塢報導》指出，由於卡麥隆因製作一部名為《Project 880》的電影而把《銃夢》的製作進度延後，後來《Project 880》被重新命名為《阿凡達》《娛樂周刊》於2006年2月進行了一次採訪，卡麥隆於當中表示，他跟二十世紀福斯的交易是他必須為福斯製作兩部電影。文章還聲稱《艾莉塔：戰鬥天使》定於2009年9月發布。2006年6月，卡麥隆指《艾莉塔：戰鬥天使》是他正在開發的兩項電影計劃中三部曲中的第二部，而第一部是《阿凡達》。
2008年5月，卡麥隆表示他計劃將製作一部名為《The Dive》的電影，那是關於自由潛水者皮平·費雷拉斯和奧黛莉·麥斯翠的一部傳記片，因此再次推遲了這部電影的推出。該年7月，他在聖地亞哥國際漫畫展上，他重申自己仍然致力於製作這部電影。2009年12月，卡麥隆在接受《MTV新聞》的採訪中透露，《艾莉塔：戰鬥天使》的劇本經已完成。
2010年2月，製片人強·藍道在受訪時透露，他試圖說服卡麥隆將片名改為《Alita：Battle Angel》。藍道還透露，編劇莉塔·卡羅格里迪斯也曾參與過本片的劇本撰寫。
2010年8月，卡麥隆說，本片「仍在（他的）雷達上」，但他不確定自己是否能拍攝電影。10月，他確認他的下一部電影將是兩部《阿凡達》的續集，而非《銃夢》。他仍表示，他不打算放棄這部電影，但他很喜歡這個項目，並打算把它交給另一位導演；但他於2011年6月重申，必須要等兩部《阿凡達》的續集完成後才會製作《銃夢》，並指出《銃夢》在這幾年內都不會製作。據卡麥隆表示，他會先製作《阿凡達》的續集的理由是因為他認為這部電影能提高大眾對環保的認識。
卡麥隆曾表示，他打算改編木城幸人原作的前四部故事。他還特別想呈現出第三卷及第四卷中的虛構運動「死亡球」。

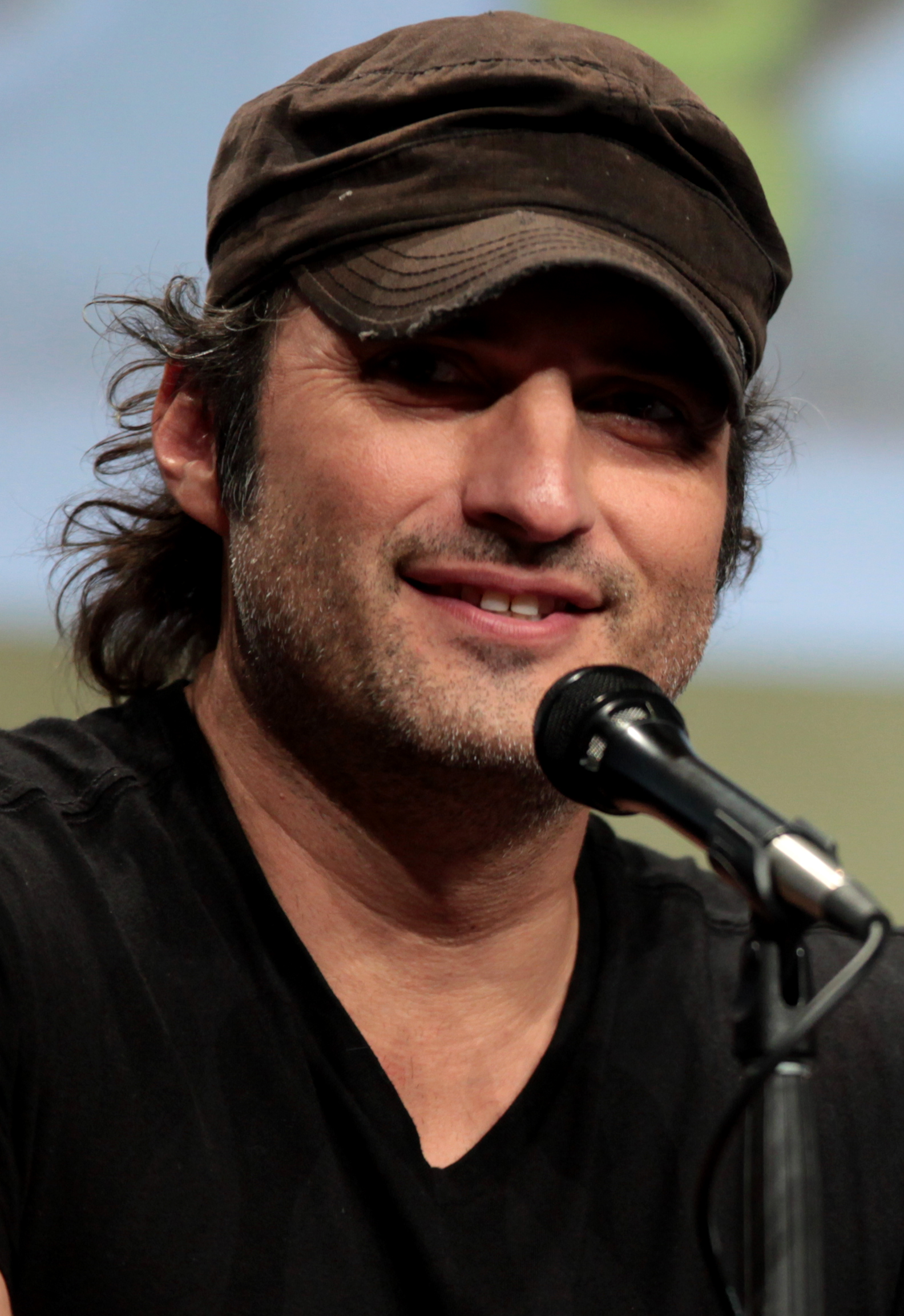
該片的導演勞勃·羅里葛茲

2013年7月，艾方索·柯朗在採訪中提到，卡麥隆有望於2017年開始製作《銃夢》的電影。 2015年10月，《好萊塢報導》透露，勞勃·羅里葛茲正在進行會談執導本電影，而現在的片名變為《Alita: Battle Angel》，卡麥隆與強·藍道則會擔任監製。
2016年4月，《好萊塢報導》報導，二十世紀福斯還未對該片的製作亮起綠燈，因為他們試圖將其預算低於1.75億美元至2億美元。該報導還指出，羅里葛茲已確認接手成為導演。2016年5月下旬，福斯將電影計劃於2018年7月20日在美國上映。

### 前期製作
在詹姆士·卡麥隆仍擔任著導演的同時，該片的製作方式與他在《阿凡達》中所使用的動作捕捉和電腦成像（CGI）技術相同。具體來說，卡麥隆打算將艾莉塔完全以CGI的方式來呈現。卡麥隆表示，他利用為《阿凡達》所開發的技術來製作電影，如融合攝影機系統、面部動作捕捉和SimulCam（協同工作攝影機）。2006年5月，《綜藝》報導，卡麥隆在過去十個月來一直在開發新技術來製作這部電影。
2008年10月，數位藝術家馬克·哥納在本片工作了一年半，他透露，本片的前期製作大都已完成。

### 選角
2016年4月，據《好萊塢報導》，麥卡·門羅、羅莎·薩拉查、辛蒂亞都是被認為是飾演女主角艾莉塔的最終人選，官方將在在幾週內做出決定。據傳，曾與辛蒂亞合作過的貝拉·索恩也試鏡了該角。2016年5月底，Collider.com報導，薩拉查已獲得這個角色。
2016年8月，《好萊塢報導》指出，克里斯多夫·華茲正在會談飾演戴森·依德博士，這相當於原作的大衛·依德博士。2016年9月14日，傑基·厄爾·哈利加入參演一名反派改造人。2016年9月21日，《綜藝》報導，艾德·斯克林簽約加入；後來，《好萊塢報導》指出，他飾演的角色是名為沙波的反派。
2016年9月30日，據悉，基安·強生將會在片中飾演雨果，是名年輕的男性及艾莉塔的愛人。片商還考慮了亞凡·喬吉亞、道格拉斯·布斯、傑克·洛登和諾亞·西佛，但最後決定是強生。2016年10月3日，《好萊塢報導》報導，馬赫夏拉·阿里正在會談一人飾演兩角，分別為反派維克多和一名死亡球比賽的人。在第89屆奧斯卡金像獎上，阿里透露，自己確實會在片中一人飾演兩角。
2016年10月5日，艾莎·岡薩雷已加入本片的演出。小豪爾赫·倫德堡於2016年10月7日被宣布會在片中飾演雨果的朋友。2016年10月11日，據報導，拉娜·康多加入飾演高野一角。2016年10月18日，倫納德·吳將在片中飾演改造人基努巴。馬爾科·扎瑞於2016年12月加入詮釋阿哈庫提。而珍妮佛·康納莉則於2017年2月加入飾演一名小配角。在電影完成拍攝後，蜜雪兒·羅德里奎茲才被透露有參與拍攝。

### 拍攝
主要攝影於2016年10月17日在德克薩斯州的奧斯丁開始進行，並於2017年2月9日結束。2017年1月下旬，劇組開始徵求扮演搖滾、龐克時尚、Emo風角色的臨時演員，以用於2017年2月3日、6日和7日在奧斯汀拍攝的場景。

## 發行
該片定於2018年7月20日在美國廣泛上映，並還會推出IMAX版本。2018年2月，該片延期至2018年12月21日上映。2018年9月，宣布再度延期至2019年2月14日上映。

### 評價
爛番茄根據330名影評人評論，獲得61%的新鮮度，平均得分6.1／10。觀眾爆米花分數為92%，平均得分4.5／5。在Metacritic上，由49名影評人評分，電影獲得了53 / 100分，評價褒貶不一。由837名用戶評分，電影分數為8.8/10分。據CinemaScore調查，觀眾的評價在A+至F間平均落於「A-」。

### 票房
北美方面，《艾莉塔：戰鬥天使》最初預估能在首週末取得1800萬至2000萬美元的票房，且能於前四天在3790間戲院中取得約2500萬美元。在上映首日，該片賺了870萬美元（包含週三晚間預售的240萬美元），這使五天的預估值增加至3600萬至4000萬美元。第二天，該片賺了750萬美元，並於週末開出2850萬美元，位居當週票房冠軍；該片的四天票房總計3650萬美元，五天總計4300萬美元。
《艾莉塔：戰鬥天使》在十一個國際市場（包括十個亞洲國家和英國）上提前一週上映，其開盤週末票房達3200萬美元。在第二個國際週末，該片從八十六個市場（不包括尚未上映的中國和日本）上獲得了5620萬美元的票房收入，使其國際收入達到9440萬美元。該片在這些市場上分別超越了《移動迷宮》（2014年，超越了43%）及《一級玩家》（2018年，超越了9%）。這也是該週末全球票房收入第二高的電影，全球票房達8400萬美元，落後於中國電影《流浪地球》。
台灣方面，首日票房為新台幣2880萬元；首週六天票房為新台幣1.43億元；次週票房累計至新台幣2.09億元；第三週票房累計至新台幣2.43億元；第四週票房累計至新台幣2.67億元；最終全台票房為新台幣2.76億元。
中國大陸方面，該片在上映前的午夜場中賺取了100萬美元。而在2月22日上映當天取得了2000萬美元，超出預期。中國的兩天票房總計4455萬美元。中國票房最終累计8.95亿人民币。
| 上一届： 《馴龍高手3》   | 2019年台北週末票房冠軍 第6-8週   | 下一届： 《雞不可失》   |
| 上一届： 《馴龍記3》     | 2019年香港週末票房冠軍 第6-9週   | 下一届： 《Marvel隊長》 |
| 上一届： 《樂高玩電影2》 | 2019年美國週末票房冠軍 第7週     | 下一届： 《馴龍高手3》  |
| 上一届： 《流浪地球》    | 2019年中国內地一周票房冠军 第8週 | 下一届： 《驚奇隊長》   |

## 備註
1. ↑  「艾莉塔」為漫畫《銃夢》在歐美地區的名字，而非日本的「凱麗」（Gally）。但《艾莉塔：戰鬥天使》是由美國公司製作，因此電影在日本發行時，女主角仍使用「艾莉塔」一名。

## 延伸閱讀
- Bernstein, Abbie. . Titan Books. 2019. ISBN 978-1785658082 （英语）.

## 外部連結
- 艾莉塔：戰鬥天使在動畫新聞網百科全書中的資料（英文）
- 互联网电影数据库（IMDb）上《艾莉塔：戰鬥天使》的资料（英文）
- 爛番茄上《艾莉塔：戰鬥天使》的資料（英文）
- Metacritic上《艾莉塔：戰鬥天使》的資料（英文）
- AllMovie上《艾莉塔：戰鬥天使》的资料（英文）
- Box Office Mojo上《艾莉塔：戰鬥天使》的資料（英文）
- 開眼電影網上《艾莉塔：戰鬥天使》的資料（繁體中文）
- 时光网上《艾莉塔：戰鬥天使》的資料（简体中文）
- 豆瓣电影上《艾莉塔：戰鬥天使》的資料 （简体中文）